# 薗村
薗村（そのむら）は、岡山県吉備郡にあった村。現在の倉敷市の一部にあたる。

## 地理
小田川と支流・末政川の流域に位置していた。

## 歴史
- 1889年（明治22年）6月1日、町村制の施行により、下道郡市場村、有井村が合併して村制施行し、薗村が発足[1][2]。旧村名を継承した市場、有井の2大字を編成[2]。
- 1893年（明治26年）10月、大洪水のため堤防が決壊し大きな被害を受けた[2]。
- 1900年（明治33年）4月1日、郡の統合により吉備郡に所属[1][2]。
- 1944年（昭和19年）から1945年（昭和20年）8月頃まで神戸市葺合区、二宮国民学校（統合して現神戸市立中央小学校）の男子約50名が疎開した[2]。
- 1952年（昭和27年）4月1日、吉備郡箭田町、二万村、大備村、呉妹村と合併し、真備町を新設して廃止された[1][2]。合併後、真備町大字市場・有井となる[2]。

## 産業
- 農業[2]